# Randy Resnick
Pour les articles homonymes, voir Resnick.
Randy Resnick est un guitariste et saxophoniste américain qui a accompagné plusieurs artistes de blues et de jazz bien connus, tels que Don "Sugarcane" Harris, John Lee Hooker, John Mayall, Canned Heat, Freddy Roulette et Freddie King. Dans les années 1970, il a développé un style personnel de tapping. Installé en France depuis 1981, il a sorti un CD solo, 'To Love', sous le nom de Randy Rare, paru en 1995.

## Carrière
Né à Minneapolis, Minnesota (États-Unis), il y commence sa carrière en jouant dans les bars jusqu'en 1968. Il s'installe ensuite à Los Angeles. Là, il rencontre Paul Lagos, batteur du groupe Kaleidoscope. Lagos le présente au bassiste de Canned Heat Larry Taylor et au violoniste de blues et de jazz légendaire Don "Sugarcane" Harris. Les quatre musiciens forment un groupe, "Pure Food and Drug Act" (PFDA), basé autour du jeu et du chant de Sugarcane. C'est à cette époque que Randy commence à pratiquer le tapping. Sugarcane Harris est décédé en 1999 en Californie. Paul Lagos meurt le 19 octobre 2009 à Minneapolis.
Après son temps dans le PFDA, Resnick enregistre et tourne avec le maître du blues britannique John Mayall. L'album The Latest Edition sort, avec Larry Taylor (basse), Red Holloway, (saxo et flûte), Soko Richardson, qui fut le batteur de Ike and Tina Turner pendant des années, et High Tide Harris qui possédait un style simple en contraste de celui de Resnick. Ce groupe de Blues Breakers a tourné en Europe et Asie en 1974. Malgré le talent des musiciens, les chansons étaient jugées médiocres par les critiques et le public et les ventes ont été décevantes. Plusieurs fois depuis, Resnick a disparu pour réapparaitre d'abord à Paris et ensuite à  Bordeaux où il réside actuellement.

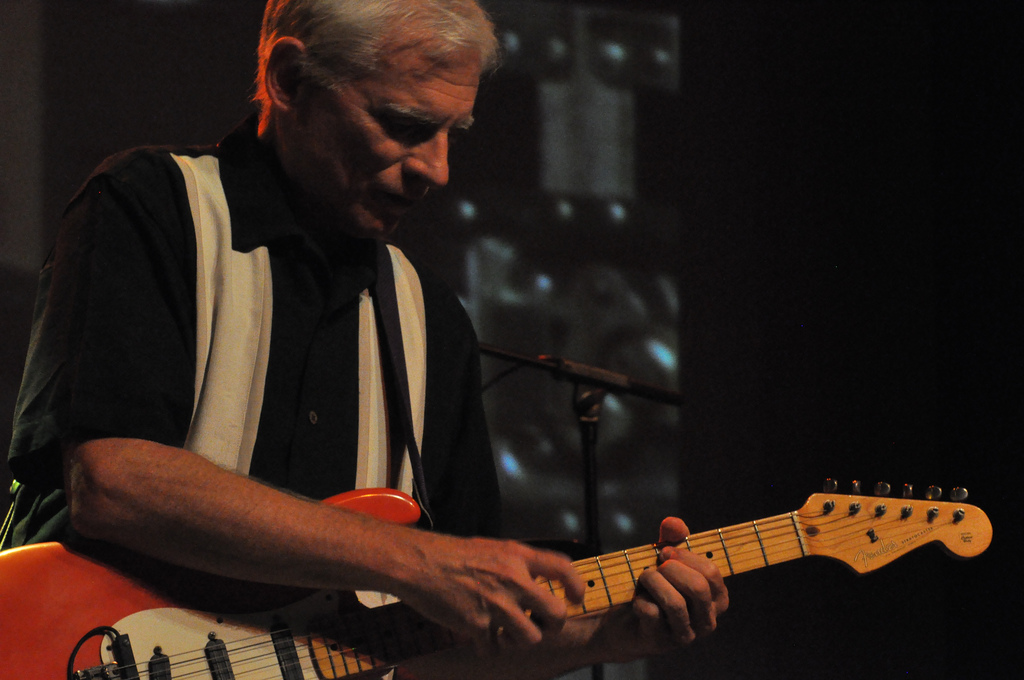
Randy Resnick joue avec Canned Heat au 15e Festival de Blues d'Avignon, le 5 octobre 2012. Photo: Salva1745

Retour en scène, en octobre 2012: Le batteur de Canned Heat  Fito de la Parra contacte Resnick pour remplacer le guitariste Harvey Mandel, qui doit rentrer en Californie d'urgence. Il a joué deux dates de la tournée de Canned Heat à Bergerac et Avignon, mais il n'a pas pu faire les autres dates à cause de conflits avec d'autres activités.
En 2018, il commence à jouer du saxophone alto et des instruments à vent à échantillon tels le WX5 et le YDS-150. Il a enregistré plusieurs compositions qui sont sur les platforms de streaming et de vents.
Randy Resnick est mentionné dans la biographie d'Eddie Van Halen pour sa contribution au tapping et par Lee Ritenour dans le numéro de janvier 1980 de Guitar Player Magazine, qui l'a vu au Whisky a Go-Go en 1974 avec le violoniste Richard Greene (Sea Train). Le guitariste de jazz légendaire Ted Greene, avec qui Resnick a brièvement étudié, a évoqué le jeu de Resnick fait peu avant son décès.
Dans son livre "Famous People Who've Met Me" récemment publié (2018) son ami de longue date Owen Husney, découvreur de Prince qu'il a introduit à Warner Brothers, explique l'influence du style de Randy à la guitare.
Autre mentions: All Music Guide to rock, Rolling Stone Encyclopedia of Rock and Roll
, Billboard Magazine, Jul 29, 1972, The Jazz Discography Volume 9, Cadence, Vol 21,
John Mayall: The Blues Crusader

## Discographie

### Randy Rare
- To Love (Resmo, 1995)

### Randy Resnick
- To Love (Resmo, 1995)
- Come with Me (Each Hit Music, 2020)
- Trash Hitz (Each Hit Music, 2021)
- For Nate (Each Hit Music, 2022)
- Lofi Chill Relax (Each Hit Music, 2022)
- Soul for Rent (Each Hit Music, 2022)
- Summer 2023 (Each Hit Music, 2023)
- Resmo Fusion (Each Hit Music, 2023)
- Tapping (Each Hit Music, 2023)
- Come Together (Each Hit Music, 2023)
- Blue Jazz Heavenly Grill (Each Hit Music, 2024)
- A & R (with Alex Nyman, Each Hit Music, 2024)
- Affinity (with Brazilian guitarist Marcio Riscado, 2024)
- Influences (Each Hit Music, 2024)
- Rock 'n Blues (Each Hit Music, 2024)
- Lockdown Jazz (Each Hit Music, 2024)
- An Intercontinental Jam (Each Hit Music, 2024)
- Human Music (Each Hit Music, 2025)

### avec d'autres artistes
- Don "Sugarcane" Harris, Fiddler on the Rock (MPS, 1971)
- Don "Sugarcane" Harris, Cup Full of Dreams (MPS, 1973)
- Don "Sugarcane" Harris, Sugarcane's Got the Blues (MPS, 1973)
- Don "Sugarcane" Harris, I'm on Your Case (MPS, 1973)
- Harvey Mandel, The Snake (Janus, 1972)
- John Mayall, Latest Edition (Polydor, 1974)
- Roberta Davis, For the Record (Cookhouse, 1975)
- Freddy Roulette, Sweet Funky Steel (Reissue, 1993)
- Robin Lee Field, Not Mainstream (Trigger Blue, 2025)